# Prehistoria en la península ibérica
La prehistoria en la península ibérica se refiere al periodo de tiempo transcurrido desde la llegada de los primeros miembros del género Homo a la península ibérica (hace más de un millón de años), hasta la aparición de textos escritos como consecuencia de la presencia de colonizadores fenicios, griegos y romanos (a partir del 1100 a. C. los primeros) en las costas del Levante y sur peninsular. En la península encontramos los restos más antiguos de homininos en Europa, el Homo sp. y el Homo antecessor, la colección de fósiles más amplia de Homo heidelbergensis, unos pocos de Homo neanderthalensis y, por supuesto, de Homo sapiens. Este último nos ha legado algunas de las mejores representaciones de arte parietal del mundo.
Los abundantes monumentos megalíticos repartidos por la geografía peninsular, así como las culturas calcolíticas de Los Millares y Vila Nova y la del bronce de El Argar, son claros exponentes de la evolución cultural ibérica durante el Neolítico y la Edad de los Metales, proceso que culminó con la entrada en la Protohistoria (según su definición clásica) de los tartesios y los íberos gracias a los testimonios que nos han dejado los pueblos colonizadores y que han servido para reconstruir parte de la historia de los pueblos ágrafos peninsulares.

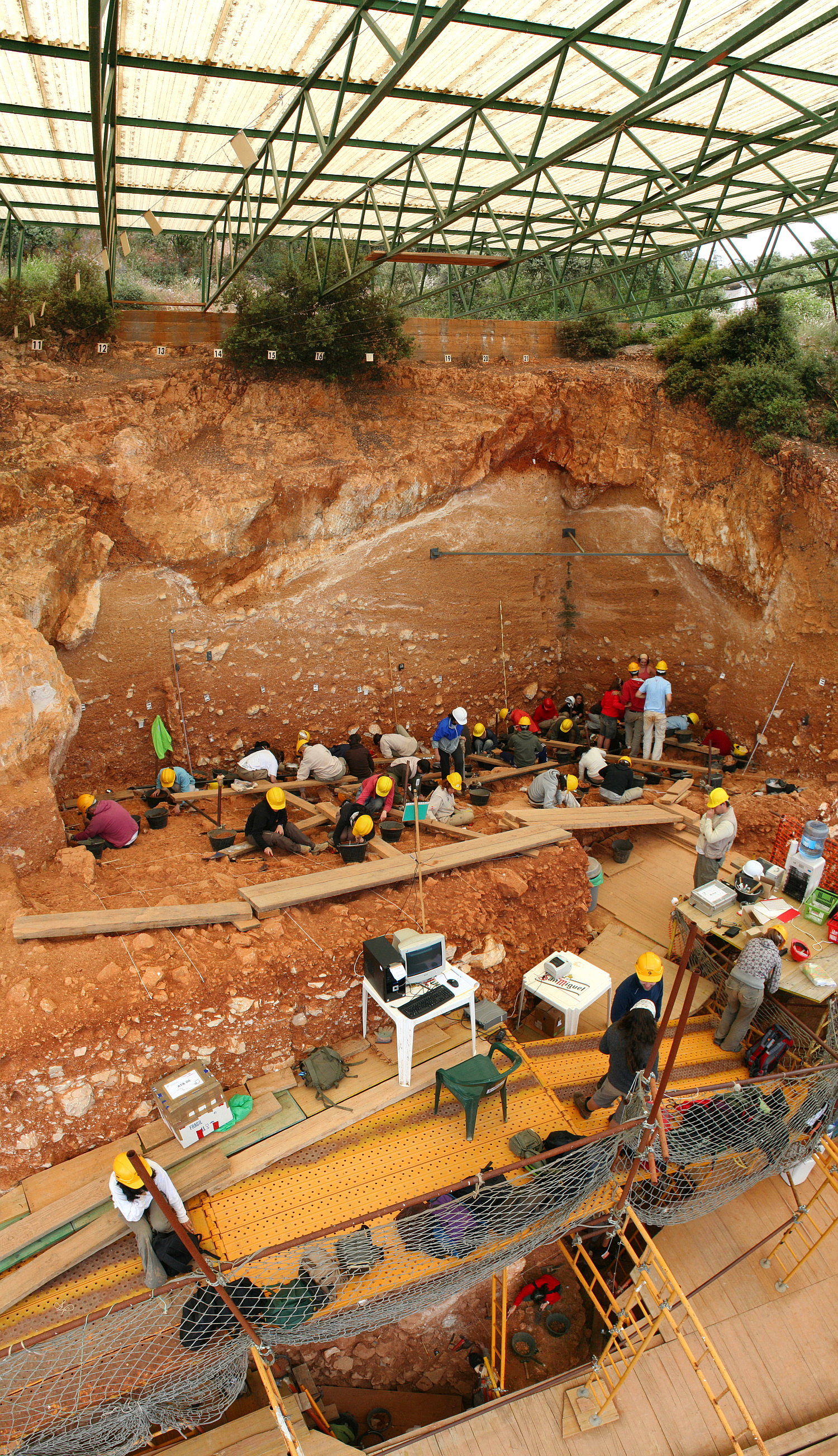
Excavación del yacimiento de la Gran Dolina de Atapuerca. En el nivel TD-10, que se observa donde se encuentra el mayor grupo de excavadores, aparecieron herramientas del Paleolítico Medio. El nivel inferior, situado debajo de los andamios, es TD-6, donde se han encontrado herramientas del Paleolítico Inferior.

## Introducción
Desde que Darwin publicó El origen de las especies en 1859 se han formulado diversas hipótesis acerca de la evolución humana u hominización, aunque hoy se sabe que ésta no ha seguido un desarrollo lineal, sino que hubo variaciones continentales. La presencia humana en la península ibérica se remonta a, por lo menos, 1,2 millones de años antes del presente (AP), como así lo atestigua el último descubrimiento ocurrido en la sierra de Atapuerca, Burgos, en el yacimiento de la Sima del Elefante: la mandíbula de un Homo sin clasificar todavía (Homo sp.), pero que podría relacionarse con los restos fósiles de la Gran Dolina (en la misma sierra) identificados como una nueva especie de homininos denominada Homo antecessor, cuyas industrias líticas asociadas pueden tener una antigüedad de más de un millón de años AP. Estos hallazgos constituyen las evidencias más remotas encontradas hasta ahora en Europa de un antepasado de los seres humanos.
También en Atapuerca hay restos del Homo heidelbergensis con una antigüedad de unos 300 000 años AP. Mucho más reciente sería la presencia del Homo neanderthalensis, descendiente del anterior: los primeros fósiles encontrados, hallados en Gibraltar, han sido datados en unos 60 000 años atrás. Por último, el Homo sapiens apareció hace cerca de 40 000 años en la península.

## Condicionantes geográficos
A la hora de estudiar cualquier período histórico de la península ibérica es preciso tener en cuenta algunas de las características orográficas y climáticas que han influido en el desarrollo de sus procesos históricos.

### Orografía

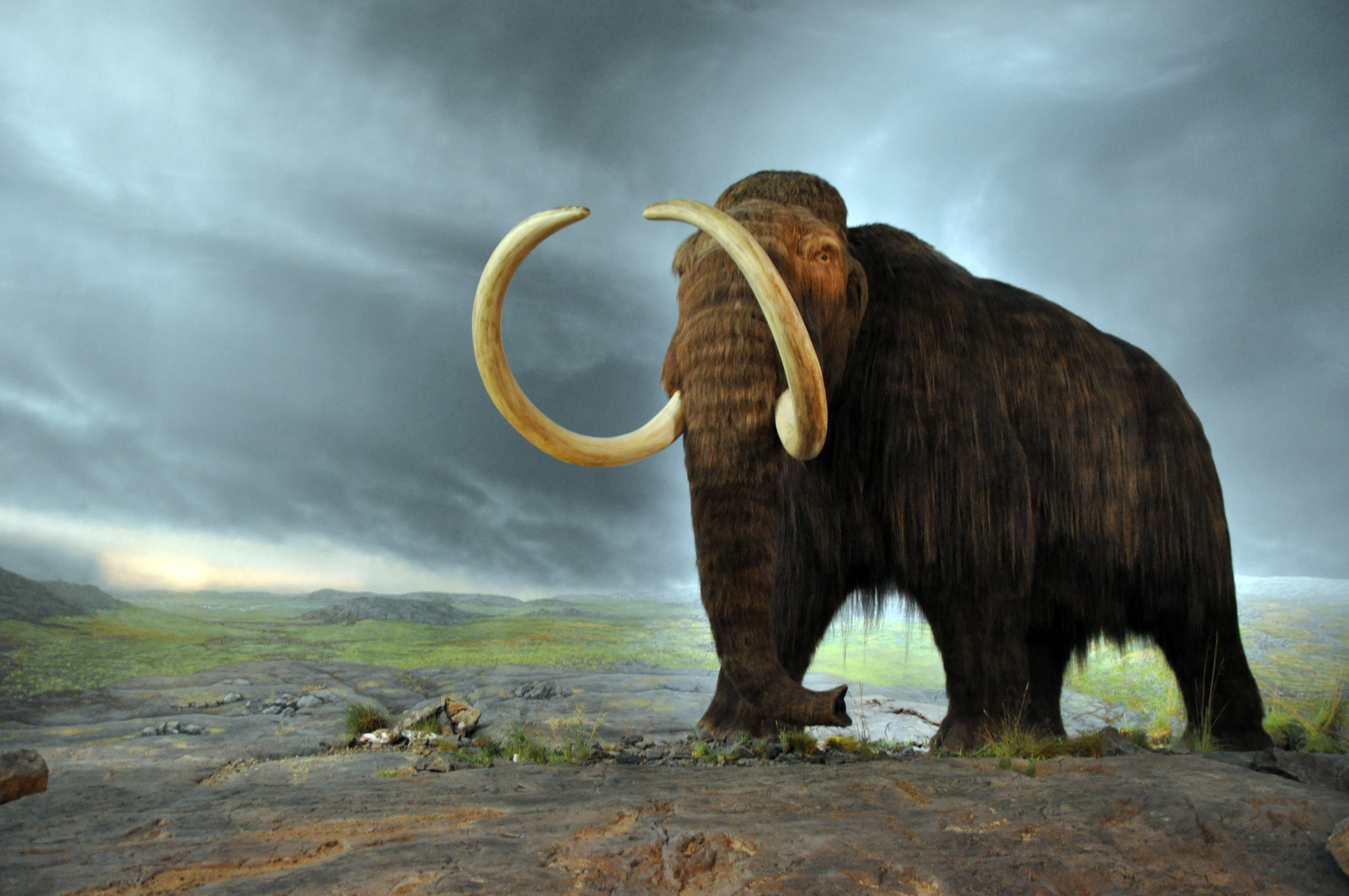
Reconstrucción de un mamut.

El carácter peninsular explica una historia condicionada por el mar, a través del cual han llegado y han partido influencias e intercambios culturales, enriquecidos por la doble influencia atlántica y mediterránea. Su aislamiento respecto al resto de Europa, causado por la frontera natural de los Pirineos, ha contribuido en ocasiones a originar una relativa diferenciación entre la evolución de la península ibérica y la de los demás espacios continentales. Su situación geográfica ha servido de puente para unir Europa y África, formando un nexo de interconexión entre los factores histórico-culturales surgidos en ambos continentes.
Su geografía interna está determinada por un relieve complejo, con numerosos sistemas montañosos y un clima muy variado y variable. La acción de los ríos, más caudalosos en otros tiempos que en la actualidad, provocó la creación de terrazas fluviales que propiciaron el establecimiento de grupos humanos. Existió además una actividad volcánica manifiesta en La Garrocha, Gerona, de la cual todavía se pueden ver sus efectos.
Buena parte de la orografía de las montañas peninsulares es consecuencia de la acción de los glaciares, tanto de circo como de valle, que durante los periodos más fríos del Cuaternario cubrieron sus zonas altas. En los Pirineos llegaron a medir 30 km y tener espesores de 400 m. Al retirarse dejaron atrás circos, lagos y valles en forma de artesa.
También la costa sufrió alteraciones al descender y aumentar el nivel del mar a la par que se producían glaciaciones o interglaciares. Está documentada en la costa levantina una transgresión de +80 m y regresiones de -120 m. Estas últimas provocaron la unión de las islas de Mallorca y Menorca en una sola y que las orillas mediterráneas se retiraran varias decenas de kilómetros. Mas, en general, la superficie peninsular no aumentó significativamente.

### Clima
El clima peninsular durante el Mioceno y el Plioceno era más caluroso y húmedo que en el Pleistoceno, época geológica que se corresponde con el Paleolítico. Hace unos diez millones de años comenzó un proceso de enfriamiento y aridificación que debió sufrir diversas fluctuaciones.
La característica climática principal del Pleistoceno en Europa fue la sucesión alternativa de distintos periodos glaciales y sus correspondientes interglaciares. Debido a que la península ibérica está situada entre el Atlántico, el Mediterráneo y África, su clima fue afectado en similar medida por los fenómenos europeos y por las pluviaciones africanas, generando una amplia variedad de ambientes. Solo hay evidencias de glaciares en las grandes cordilleras montañosas y las especies animales de clima frío como el reno o el mamut aparecen restringidas a la meseta norte y el Cantábrico. La temperatura media anual de la península durante los momentos más fríos de la última glaciación (hace 21 000-17 000 años) sería unos 10-12 °C menor que la actual.
Aunque cada glaciación fue diferente en intensidad y extensión a las demás, en general podría decirse que durante estas fases frías la meseta central habría tenido un clima más extremo y lluvioso que el actual, comparable quizás al existente en Polonia o la Rusia europea de nuestros días. La costa cantábrica sería mucho más fría y húmeda, similar al actual norte de Escocia, y Andalucía tendría unas temperaturas algo inferiores a las del presente sur de Francia. En los periodos interglaciares, este último sería el clima de la costa cantábrica, la andaluza sería muy calurosa y la zona levantina padecería un clima subdesértico.

### Flora
Los ecosistemas forestales miocénicos y pliocénicos de la península ibérica estaban conformados por bosques nubosos con árboles de la familia del laurel (relictos actualmente en los canutos de Cádiz y áreas de Macaronesia), bosques templados como los actuales y de coníferas con secuoyas. Con la llegada de las glaciaciones el medio cambió considerablemente: durante el último máximo glaciar las zonas que no estuvieran cubiertas por nieves perpetuas del área cantábrica, las cordilleras peninsulares y las mesetas serían unas estepas frías e inhóspitas, casi carentes de vegetación; los bosques de pinos serían predominantes en las zonas más bajas; algunos bosques templados (con robles, fresnos, avellanos, alisos, arces, etc) y mediterráneos (de encinas y alcornoques) se conservarían en áreas favorables cercanas a las costas.

### Fauna
También los cambios climatológicos provocaron sus efectos en la fauna ibérica. En los periodos glaciales los animales característicos fueron el mamut, el rinoceronte lanudo y el reno, especies propias del norte que encontraban en la menor rigurosidad del clima peninsular un cobijo de los hielos centroeuropeos. Durante los periodos interglaciares el mamut meridional, el elefante antiguo y el rinoceronte de Merk fueron los animales de gran tamaño más abundantes. También existieron otras especies que mantuvieron su presencia de manera más o menos continuada a pesar de los cambios climáticos; entre ellas destacarían distintos tipos de leopardos, leones, osos, lobos, hienas, caballos, bisontes, jabalíes, cérvidos y cabras.

## Paleolítico
Hace aproximadamente 800 000 años, los primeros pobladores de la península ibérica partieron desde África hasta Europa. Los restos de estos pobladores se han hallado en la sierra de Atapuerca, denominados bajo el nombre de Homo antecessor, Homo heidelbergensis y Homo neanderthalensis. También encontraron restos del Homo neanderthalensis en Bañolas, Cova Negra, El Sidrón y Sima de las Palomas.

Los primeros pobladores en la península ibérica eran depredadores, y su supervivencia dependía de la caza, la pesca y la recolección de frutos. Eran nómadas, es decir, o bien se desplazaban siguiendo a rebaños de animales o bien buscando las mejores condiciones climáticas. Vivían en pequeños grupos sin una jerarquización social y presentaban una organización social colectiva.
El Paleolítico de la península ibérica se divide en tres etapas:
- Paleolítico inferior (1 300 000-125 000 años). De esta etapa se han hallado utensilios y restos de animales como alimento. Entre los yacimientos se encuentran los yacimientos de Torralba y Ambrona, el yacimiento de Bolomor y los yacimientos de la sierra de Atapuerca: Gran Dolina, Trinchera Galería, Sima del Elefante, Sima de los Huesos, etc.
- Paleolítico medio (125 000-30 000 años). De esta etapa se han encontrado numerosos utensilios. Entre las cuevas halladas destacan las cuevas del monte Castillo, la cueva de L'Arbreda, la cueva de Lezetxiki y la cueva de Peña Miel. Los restos más antiguos del Paleolítico medio peninsular —también conocido como tecnologías del Modo 3— han sido registrados en los niveles TD11 y TD10 de Gran Dolina de la sierra de Atapuerca.
- Paleolítico superior (40 000-10 000 años a. C.). Se utilizan como nuevos materiales el hueso, y aparece el arte rupestre. Entre los yacimientos se encuentran el yacimiento de Parpalló, el yacimiento de Santimamiñe y el yacimiento de Tito Bustillo. El Paleolítico superior guarda una estrecha relación con el Epipaleolítico (10 000-5500 años a. C.).

En las numerosas cuevas de la península ibérica aparecen las denominadas pinturas rupestres, una serie de grabados que representan escenas superpuestas donde destacan los animales, pintados con una técnica naturalista. Las pinturas rupestres se concentran en la zona cantábrica, y destaca principalmente la cueva de Altamira. En la zona levantina las pinturas rupestres representan escenas de carácter narrativo con figuras humanas que tienden a la esquematización. En esta zona destacan las pinturas de Albarracín, Cogul y La Valltorta.

### Paleolítico inferior

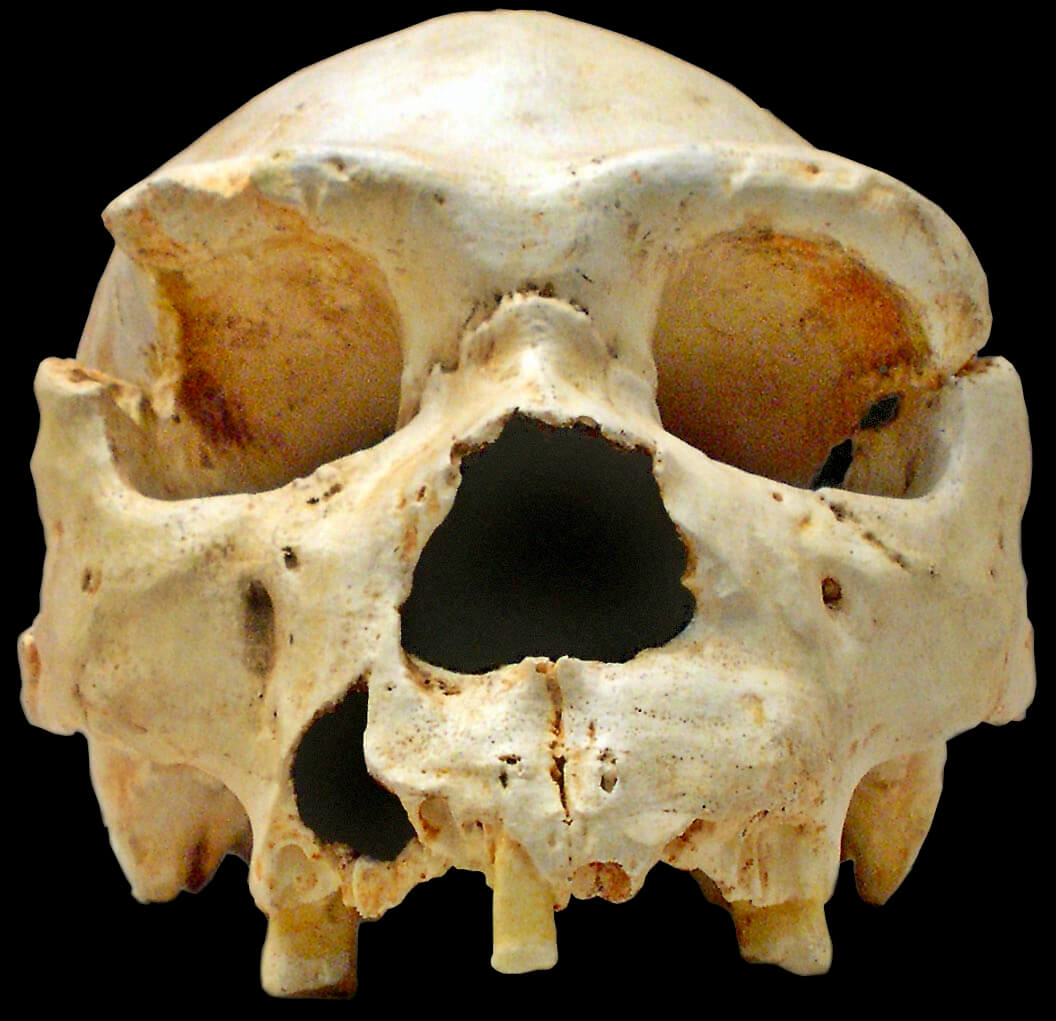
Cráneo n.º 5 de la Sima de los Huesos (Atapuerca), hasta ahora el cráneo pre-neandertal más completo hallado en el mundo. Antigüedad: unos 530 000 años. La mandíbula fue encontrada en campañas de excavación posteriores.

Hasta no hace mucho, los arqueólogos databan la aparición del hombre en Europa en torno a los 500 000-600 000 años A.P. Pensaban que se agrupaba en pequeñas hordas de cazadores-recolectores pertenecientes a una variedad del Homo erectus. Los restos del Paleolítico inferior en la península ibérica eran muy escasos, aunque se habían encontrado piedras talladas de unos 500 000 años de antigüedad. Sin embargo, los descubrimientos realizados en la sierra de Atapuerca, cercana a Burgos, han cambiado totalmente los esquemas establecidos. En primer lugar, en el año 1994, durante una prospección llevada a cabo en la sima llamada Gran dolina, aparecieron los restos del homínido más antiguo hallado hasta entonces en Europa, cuya datación se sitúa en torno a los 800 000-780 000 años. Después, en 2007, recuperaron de la Sima del elefante una mandíbula de entre 1,3-1,2 millones de años AP perteneciente a un provisionalmente denominado Homo sp.
Los componentes del equipo de investigación de Atapuerca, una vez analizadas las características de más de 100 restos fósiles encontrados en la Gran Dolina y la abundante industria lítica asociada, llegaron a la conclusión de que era una especie de hominino distinta a la del Homo erectus. Su esplacnocráneo era similar al nuestro, su capacidad craneal cercana a los 1000 cm³, su constitución era fuerte y su altura entre 1,65-1,75 m. Gracias a estos fósiles los investigadores han propuesto una nueva hipótesis de la evolución de nuestra especie: corresponderían al denominado Homo antecessor, un eslabón intermedio entre el Homo erectus y el Homo heidelbergensis, antepasado del Homo neandertalensis. Aunque hasta hace poco se ha considerado esta última especie como descendiente directa del H. erectus, según esta teoría constituirían el producto de una evolución directa del H. heidelbergensis. Así parecen demostrarlo los restos de más de treinta y dos individuos encontrados en la Sima de los huesos de Atapuerca (datados aproximadamente en 430 000 años), que presentan algunos rasgos semejantes a los de los neandertales.
Sobre la cultura Olduvayense (Modo 1), se han encontrado artefactos de piedra olduvayenses en los siguientes yacimientos (cuevas y yacimientos al aire libre): Fuente Nueva 3 (Orce, Granada), Barranco León (Orce, Granada), Sima del Elefante (Sierra de Atapuerca, Burgos), Gran Dolina TD6 (Sierra de Atapuerca, Burgos) y en otros yacimientos al aire libre. Los registros arqueopaleontológicos en la Sierra de Atapuerca (Burgos, España) del Paleolítico Inferior han proporcionado herramientas de piedra olduvayenses (Modo 1) asociadas con los restos del Homo antecessor (yacimiento de Gran Dolina, nivel TD6).
Sobre la cultura Achelense (Modo 2), en la península Ibérica se han encontrado útiles de piedra achelenses en las cuevas del Pleistoceno medio y en los yacimientos al aire libre de los principales valles (p.ej., en las terrazas cuaternarias de los ríos Duero, Arlanzón, Arlanza, Pisuerga, Miño, Tajo, Guadalquivir, etc.) Los registros arqueopaleontológicos en la Sierra de Atapuerca (Burgos, España) del Paleolítico Inferior han aportado herramientas achelenses asociadas al Homo heidelbergensis.
Las estrategias adaptativas de estos homínidos del Paleolítico inferior serían las características de los cazadores-recolectores, agrupados en pequeñas hordas, sin hábitat permanente y acampando en lugares al aire libre cercanos a los ríos. Se han hallado por toda la Península hachas bifaces adjudicados a estas especies de Homo, junto a restos de huesos de mamíferos de gran tamaño. Los expertos están divididos entre los que creen que aprovechaban los grandes animales muertos por otros depredadores y los que piensan que los cazaban en grupo, mediante el acoso. Algunas evidencias en los huesos hallados en Atapuerca demuestran que pudieron haber practicado el canibalismo.

### Paleolítico medio
Este periodo, también denominado Musteriense, está asociado en toda Europa al Homo neanderthalensis, hominino que se desarrolló desde hace unos 150 000 años hasta aproximadamente 35 000, coincidiendo en gran parte con la glaciación de Würm. Sin embargo, la especie neandertal evolucionó en Europa y Asia únicamente, lo cual pone en entredicho la diferenciación entre el Paleolítico inferior y medio a nivel global. Asimismo, se han localizado en España diversos yacimientos con una cultura musteriense plenamente desarrollada ya en la glaciación de Riss (por ejemplo, la Cueva de Las Grajas, en Archidona, Málaga).

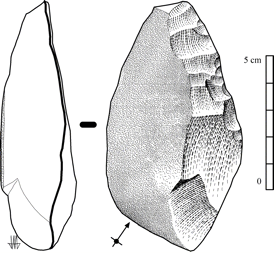
Raedera, utilizada para curtir pieles.

Se han encontrado dos cráneos neandertales completos en la zona de Gibraltar, así como numerosos restos óseos e incluso algún diente en yacimientos situados por toda la Península. En la cueva de Nerja (situada en la localidad de Maro, municipio de Nerja, Málaga) fueron datadas con 42 000 años de antigüedad, en 2012, unas pinturas de focas que podrían ser de las primeras obras de arte conocidas en la historia de la humanidad y, por su edad, realizadas por neandertales, pero un estudio de 2017 dejó la antigüedad entre 18 000 y 20 000 años, lo que las pondría dentro del Magdaleniense.
Respecto a la cultura Musteriense (Modo 3), en la península Ibérica se han encontrado herramientas de piedra musterienses en las cuevas y abrigos del Pleistoceno Medio y Pleistoceno Superior y en los yacimientos al aire libre de las terrazas cuaternarias elevadas de los principales valles fluviales y sus afluentes secundarios. Los registros arqueopaleontológicos del Paleolítico Medio de las cuevas de la Sierra de Atapuerca (Burgos, España), -(p.ej., Galería de las Estatuas y Cueva Fantasma)-, han proporcionado herramientas de piedra musterienses asociadas a los restos óseos del Homo neanderthalensis.
Los neandertales eran cazadores-recolectores, tenían una gran fortaleza física, un cráneo dolicocéfalo (alargado), una capacidad craneal superior de media a la del hombre actual (1500 cm³), carecían de mentón y medían 1,70 m aproximadamente. Condicionados por un clima muy riguroso, cuyas oscilaciones térmicas les obligaron a refugiarse en cuevas, se caracterizaron por desarrollar una mayor variedad cultural que sus antecesores. Perfeccionaron las técnicas de caza de animales mayores (caballos, renos y bisontes) y el consecuente aprovechamiento de sus pieles. Los utensilios musterienses son muy diversos y claramente especializados. El interés por ciertos objetos pintorescos y la práctica de enterramientos (Cueva de Morín) nos indica también la existencia de una cierta capacidad simbólica y de la creencia en algún culto espiritual.

### Paleolítico superior

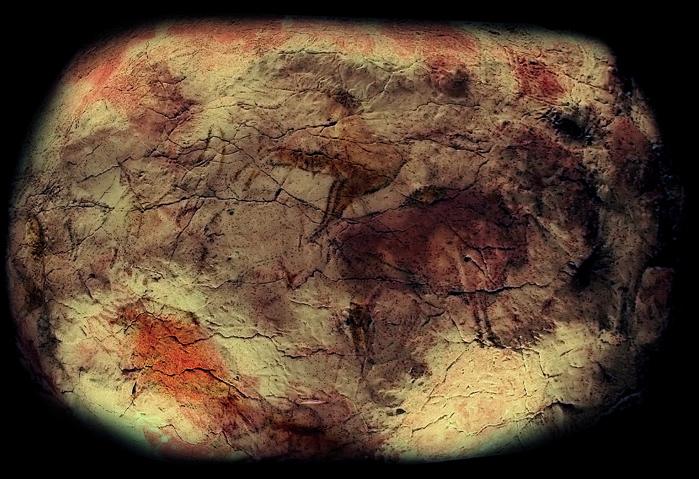
Réplica del techo de la sala de polícromos de la Cueva de Altamira en Cantabria.

Esta última fase se desarrolló paralelamente en toda Europa desde el 35 000 hasta el 8000 a. C. Está asociada al Homo sapiens u hombre de Cromagnon, la especie homínida que sustituyó a los neandertales, con los que compartiría un antepasado común. Probablemente constituyeron grupos nómadas que se trasladaban alternativamente de una zona de caza a otra, viviendo al aire libre en cabañas o en cuevas en las zonas frías. La gran abundancia de yacimientos indicaría un aumento exponencial de la población, producto posiblemente de una dieta más diversificada y nutritiva, que incluiría la pesca, la recolección de frutos y el marisqueo.
La industria lítica, refinada y muy diversa, se complementa con utensilios de hueso, cuerno o marfil, decorados y bastante sofisticados (como los propulsores o los arpones). La amplia variedad de objetos artísticos, adornos y pinturas nos permiten reconstruir en parte el espectacular incremento de las capacidades simbólicas respecto a anteriores homininos. La generalización de los enterramientos, con ajuares funerarios y pequeñas esculturas nos indican también la riqueza de su mundo espiritual.
Los restos del Paleolítico superior se concentran en dos grandes zonas de la península:
- En el Levante hay asentamientos que presentan unos rasgos muy diferentes a los de otras regiones europeas. Entre los objetos más originales encontrados están un tipo de puntas de flecha con aletas y un pedúnculo para insertarlas en los mangos, así como unas extrañas placas pintadas.

- En la zona de Cantabria se encuentran los yacimientos más antiguos (unos 35 000 años de antigüedad), aunque los restos más abundantes son los datados hacia finales del periodo, durante el Magdaleniense, cuando apareció el arte rupestre de las grandes cuevas, en paralelo a otros lugares de Francia. Entre los yacimientos que contienen este tipo de manifestaciones artísticas destacan las cuevas de El Castillo, Altamira y Tito Bustillo. Generalmente están situadas en lugares poco accesibles y presentan a animales en posiciones muy distintas, ya sean bisontes, ciervos o caballos, a veces superpuestos y, en algunos casos con muestras de haber sido golpeados. Han sido interpretadas de múltiples formas, entre otras como pinturas mágicas, quizá de aspecto religioso y espiritual, propiciatorias de la caza. En muy pocas ocasiones se observan figuras humanas.

## Epipaleolítico
Hace unos 9500 años, las últimas comunidades de cazadores-recolectores que ocupaban la península ibérica comenzaron a enterrar de forma sistemática en cementerios, un hábito que se vincula a la progresiva sedentarización de estas sociedades y a un cambio significativo en la relación de sus territorios con las actividades económicas. La necrópolis más antigua de la península ibérica, se halla en Oliva (Valencia). Los restos tienen una antigüedad de entre 9500 y 8500 años.
La fase de transición entre el Paleolítico y el Neolítico se ha denominado Epipaleolítico. Se extendió entre el 9000 y el 6000 a. C., y estuvo caracterizada por el calentamiento climático correspondiente a la finalización del periodo glacial, la diversificación económica basada en la recolección de frutos, la caza menor, la pesca y el marisqueo, así como una industria lítica de pequeño tamaño (los microlitos), adaptada a mangos de madera y hueso, que demuestran una mentalidad más práctica y una mayor especialización respecto sus antecesores. Las áreas de poblamiento coinciden con las del previo Magdaleniense: la zona cantábrica (cultura asturiense), la mediterránea y la costa portuguesa.

## Neolítico
Aproximadamente a partir del 6000 a. C. comenzó el Neolítico en la península. Al igual que en el resto de Europa, la asimilación de los fundamentos neolíticos se produce por influencia del Oriente Próximo, penetrando estos desde el área mediterránea hacia el interior entre el VI-IV milenio a. C. y fusionándose con los rasgos autóctonos de cada región. Así, la nueva economía agrícola-ganadera fue reemplazando a la de los cazadores-recolectores, favoreciendo la sedentarización de la población. En la península ibérica la ganadería fue la actividad predominante en la mayor parte de las zonas, dadas las accidentadas condiciones orográficas. Se desarrollaron útiles específicos para las tareas agrícolas, tales como las azadas, hoces y molinos de mano, y adquirieron un gran desarrollo los instrumentos de madera, asta y hueso. Pero el cambio principal en el utillaje fue la aparición de la cerámica, primordial para la cocción de los alimentos y su conservación.

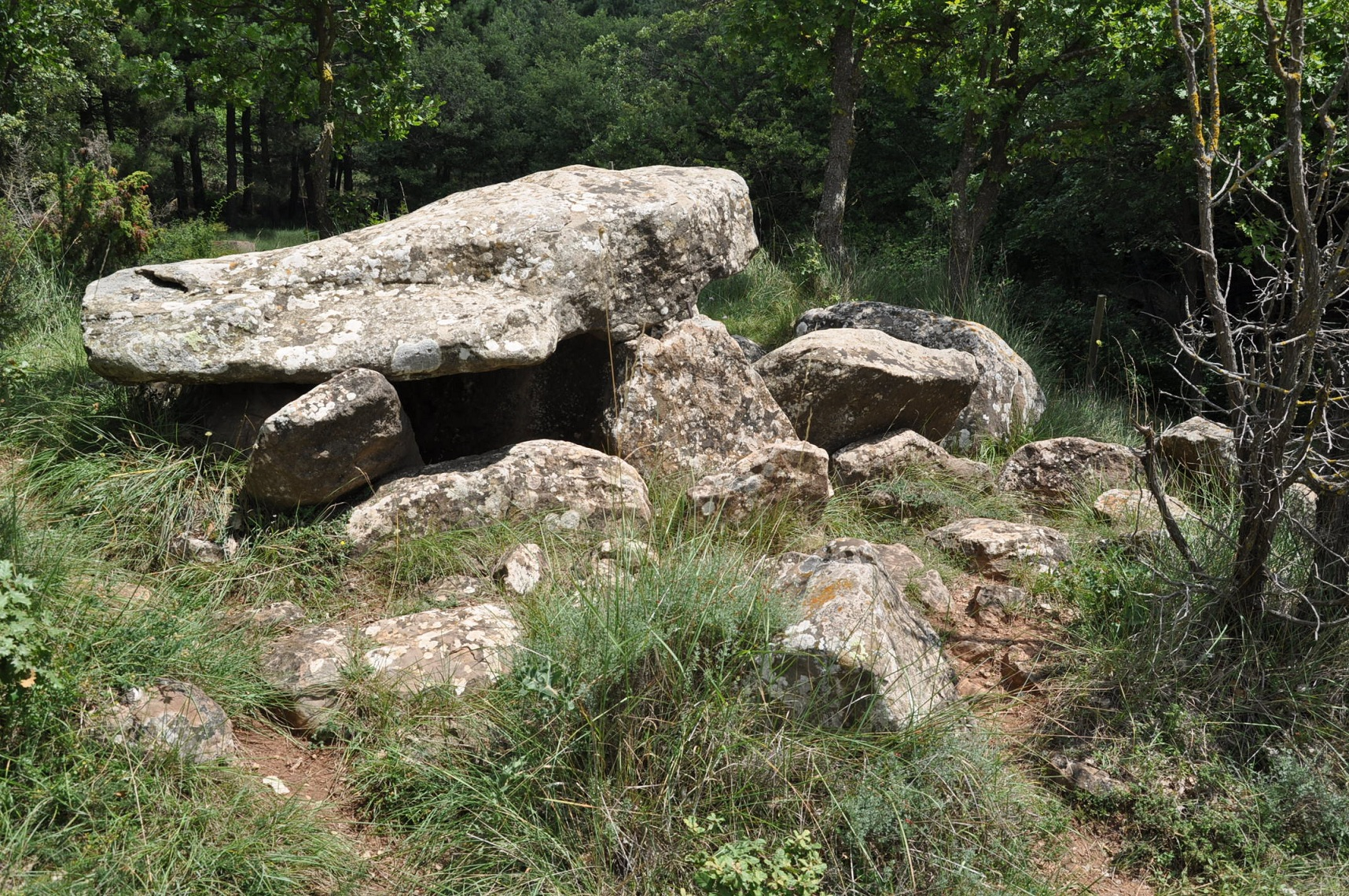
Dolmen de Moià, Cataluña.

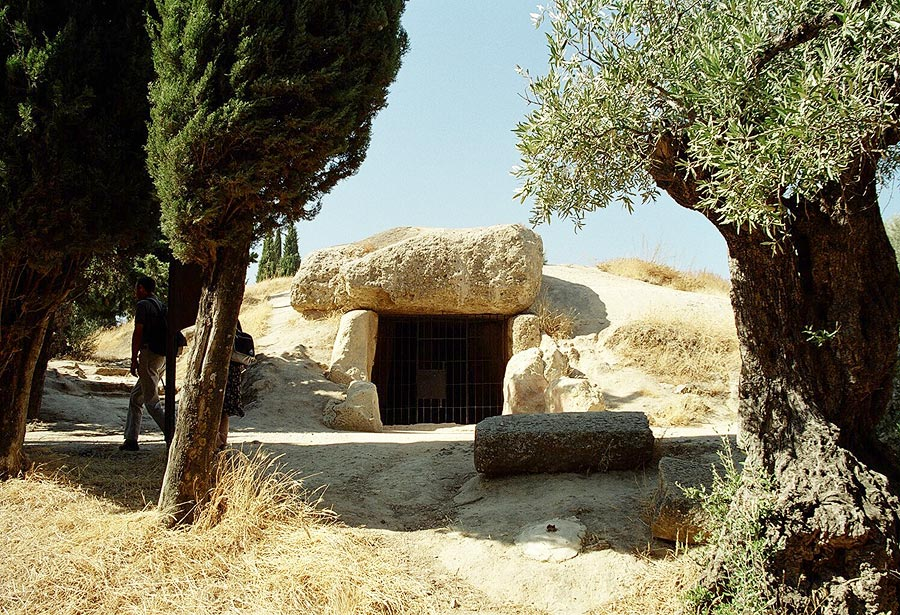
Dolmen de Menga en Antequera.

La primera fase del Neolítico, denominada Neolítico inicial, desde el VI milenio a. C., se desarrolló en torno al Mediterráneo, en la costa valenciana principalmente, donde se hallan los yacimientos más importantes. El Neolítico inicial está caracterizada por la cerámica cardial, caracterizada por una decoración impresa mediante conchas de molusco (Cardium edule). Se han encontrado yacimientos en Cataluña, el Levante y Andalucía. En ellos hay muestras de prácticas agrícolas pero con predominio de una economía ganadera. Los asentamientos son en cuevas.
Entre el cuarto y el tercer milenio a. C., a partir del 4000 a. C., se desarrolló una segunda fase neolítica, denominada Neolítico pleno, caracterizada por la expansión de la economía productora por el resto de la península: de este periodo son los asentamientos de las dos mesetas, del valle del Ebro y del País Vasco, por lo que los yacimientos ahora no se encuentran en zonas montañosas, sino en tierras fértiles y en llanos, donde se construyeron los poblados. Proliferaron además las sepulturas organizadas en necrópolis. Mientras, en Cataluña y el sur de Francia apareció la denominada cultura de los sepulcros de fosa, caracterizada por sus tumbas individuales o dobles con ajuar, cubiertas por losas. Eran grupos predominantemente agrícolas, poseían una técnica cerámica muy avanzada y los restos funerarios demuestran que se trataba de una sociedad igualitaria.
Uno de los fenómenos culturales más interesantes de la época es el de los monumentos megalíticos: enterramientos colectivos, comunes también a la fachada atlántica de Europa occidental y relacionados con el desarrollo de las creencias religiosas. Son de características muy diversas, desde la pequeña cista hasta la gran tumba de corredor, pero todos ellos eran construidos con enormes piedras y techadas posteriormente con una o varias losas planas, aunque a veces se utilizaban elementos más pequeños. Se encuentran por todo el territorio peninsular y su utilización se prolongó hasta ya entrada la Edad del Bronce.
La pintura levantina es característica del Neolítico peninsular. Las representaciones se localizan en abrigos rocosos de las sierras interiores, donde aparecen escenas de conjuntos con mucho dinamismo y con figuras humanas estilizadas, reflejo de un mayor grado de esquematización y abstracción que la pintura cantábrica del Magdaleniense.

## Edad de los Metales
Durante el tercero y el segundo milenio a. C. se introdujo la metalurgia, debido a la grandiosidad de los megalitos, en Andalucía y en Extremadura destacó el desarrollo del megalitismo, que está relacionado con la metalurgia del cobre. Entre estos megalitos se encuentran los de Los Millares, los de Menga y los de El Romeral. Se construyeron poblados amurallados, como el ya mencionado de Los Millares. De todos los restos arqueológicos encontrados en los yacimientos, se ha encontrado un vaso campaniforme, un nuevo tipo de cerámica en forma de campana invertida.
En el 1700 a. C., el paso de la metalurgia del cobre a la del bronce data de la cultura de El Argar. El Argar se localizaba en las actuales Murcia, Almería, Alicante, Albacete, Jaén y Granada. Junto a El Argar data también la cultura talayótica de las islas Baleares, que se caracterizó por la construcción de murallas ciclópeas y por la edificación de los talayots, unas torres que flanqueaban el recinto amurallado; las taulas, unas mesas con una desconocida función; y navetas, recintos en forma de nave invertida con finalidad financiera.
Al final del segundo milenio a. C. llegaron fenicios, griegos y cartagineses a las costas levantinas, mientras pueblos indoeuropeos cruzaban por los Pirineos y se establecían en las ciudades de Galicia y Asturias, donde desarrollaron la cultura castreña.

### Calcolítico
Al Calcolítico o Edad del Cobre se asocian dos grupos culturales: Los Millares y Vila Nova, ambos relacionados en su segunda fase con el vaso campaniforme.

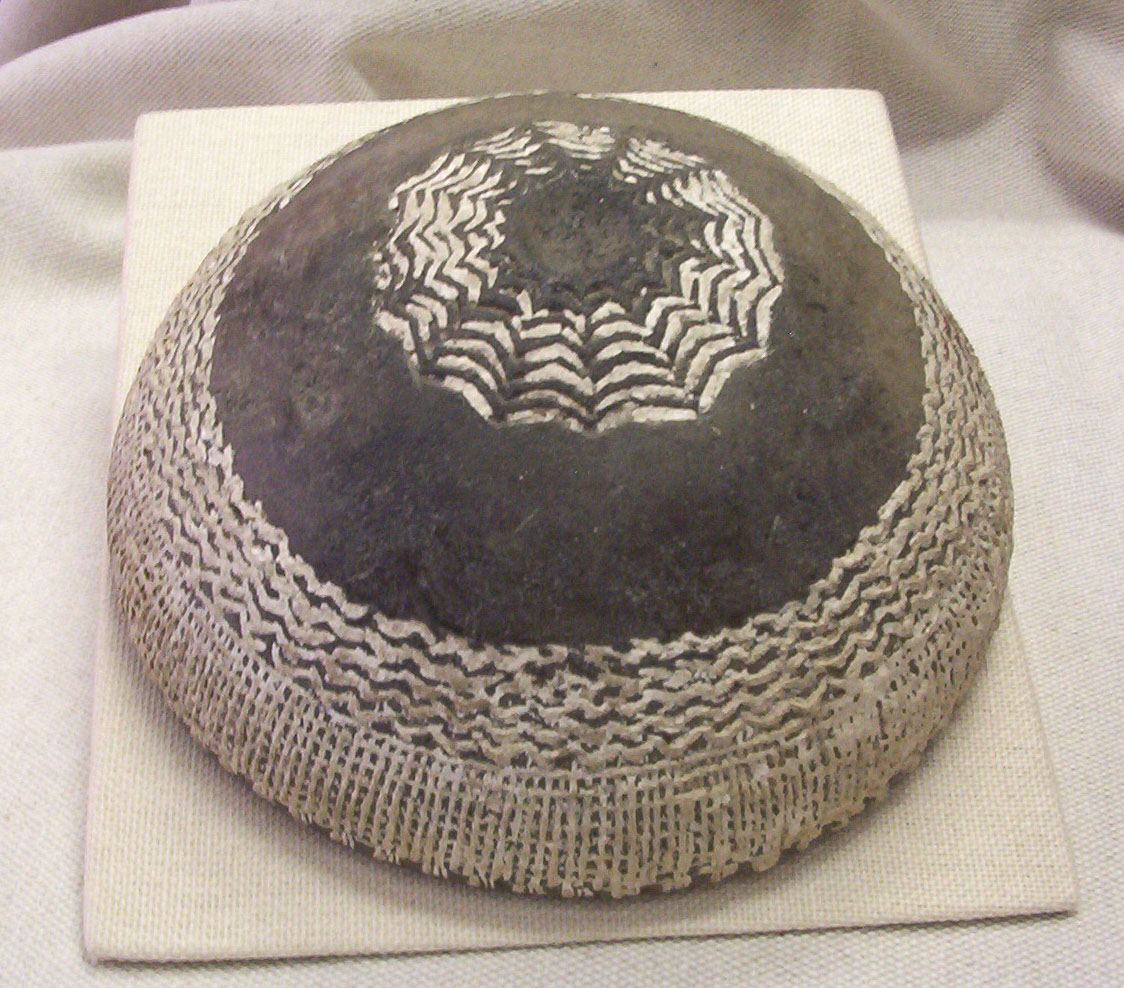
Vaso campaniforme procedente de Ciempozuelos. Estos se pueden hallar en sepulturas individuales, con ajuares funerarios que incluyen objetos de cobre. Corresponden a la fase final del Calcolítico.

Entre los años 3100 y 2200 a. C., o 3500 y 2250 a. C., según diferentes investigadores, surgió en las zonas almeriense y murciana la denominada cultura de Los Millares, cuyo nombre proviene del yacimiento principal. Se trata de una sociedad establecida en pequeñas poblaciones fortificadas, con unas superficies de entre una hectárea y cinco, y necrópolis megalíticas de tholoi en las inmediaciones. Su economía estaba basada en una agricultura de secano, con indicios de estar complementada por cultivos de regadío. También tenían una cabaña ganadera de cierta entidad y comerciaban con el Atlántico y África. La metalurgia del cobre que practicaban está considerada de origen autóctono.
Contemporáneo a Los Millares y con características similares, el complejo de Vila Nova se desarrolló en la desembocadura del río Tajo, en el actual Portugal. La principal diferencia estriba en las necrópolis, donde se encuentra una relativa abundancia de hipogeos y cuevas artificiales en detrimento de los tholoi, justo al contrario que en el sudeste.
El fenómeno del vaso campaniforme se desplegó por toda Europa a partir del 2900 a. C. o entre el 2400 y 1800, dependiendo de los autores. Su nombre se debe a la existencia de abundantes cuencos y vasijas cerámicas con la forma de campana invertida, asociados en los ajuares a una serie de objetos característicos que incluyen elementos de cobre, en tumbas que evidencian la existencia de élites sociales diferenciadas por su nivel de riquezas. Se han encontrado restos en la desembocadura del río Tajo, Cataluña, Andalucía y Madrid (Ciempozuelos).
En el centro peninsular hallamos también la cultura de Las Motillas, elevaciones defensivas situadas en el entorno del Guadiana.

### Edad del Bronce

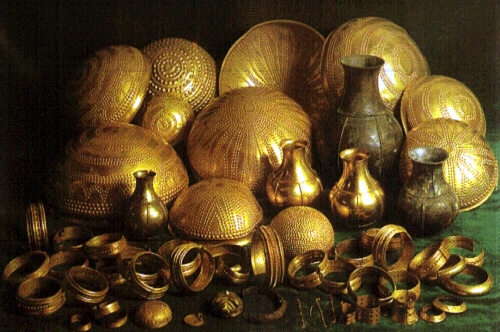
Tesoro de Villena, el mayor y más importante conjunto de orfebrería prehistórica de la Península.

Edad del Bronce en la península ibérica hacia el 1500 a. C.

En el sudeste peninsular los grupos millareses dieron paso a la cultura argárica, que se desarrolló principalmente en las actuales provincias de Almería, Granada y Murcia, aunque también en las áreas limítrofes. Está caracterizada por pueblos levantados sobre cabezos o colinas de difícil acceso, muchos de ellos con fortificaciones y de tamaño mayor que en la etapa anterior. Sus casas suelen ser de planta más o menos rectangular y en sus suelos o paredes se depositaban los muertos, convirtiéndose así simultáneamente en viviendas y necrópolis. La agricultura y ganadería desempeñaban un papel fundamental, así como la metalurgia, mediante la cual fabricaban las armas y objetos suntuarios de cobre, plata, oro y bronce que otorgaban estatus social a sus poseedores. El control de las materias primas y de la metalurgia condujo a una clara estratificación social que llevó al establecimiento de las jefaturas, que, según algunos autores, se convirtieron en incipiente Estado.
Los grupos argáricos tuvieron intensos contactos con sus vecinos del área del Guadiana y del Guadalquivir. Hacia el norte, el Bronce Manchego o complejo de Las Motillas se extendió por Albacete y Ciudad Real. En un principio se creyó que este no era más que una expresión diferenciada de la cultura argárica, resultante de su expansión hacia el interior, pero actualmente se tiende a caracterizarlo como un horizonte propio, con importantes relaciones con el Argar y el Bronce valenciano. Los asentamientos manchegos son bastante numerosos y, aunque dispersos y extensivos dentro de un territorio, mantenían relaciones entre sí formando agrupaciones. Los caracterizados como morras (en Albacete) y motillas (en Ciudad Real), eran fortalezas circulares dispuestas en anillos concéntricos en torno a una gran torre central, constituyendo lugares de habitación sin parangón en el resto de la Península. Existe, incluso, un asentamiento muy singular, el crannóg de El Acequión, que demuestra la versatilidad de estos grupos para adaptarse al medio. Sus redes de relaciones y comunicaciones se mantuvo casi intacta hasta la época romana.

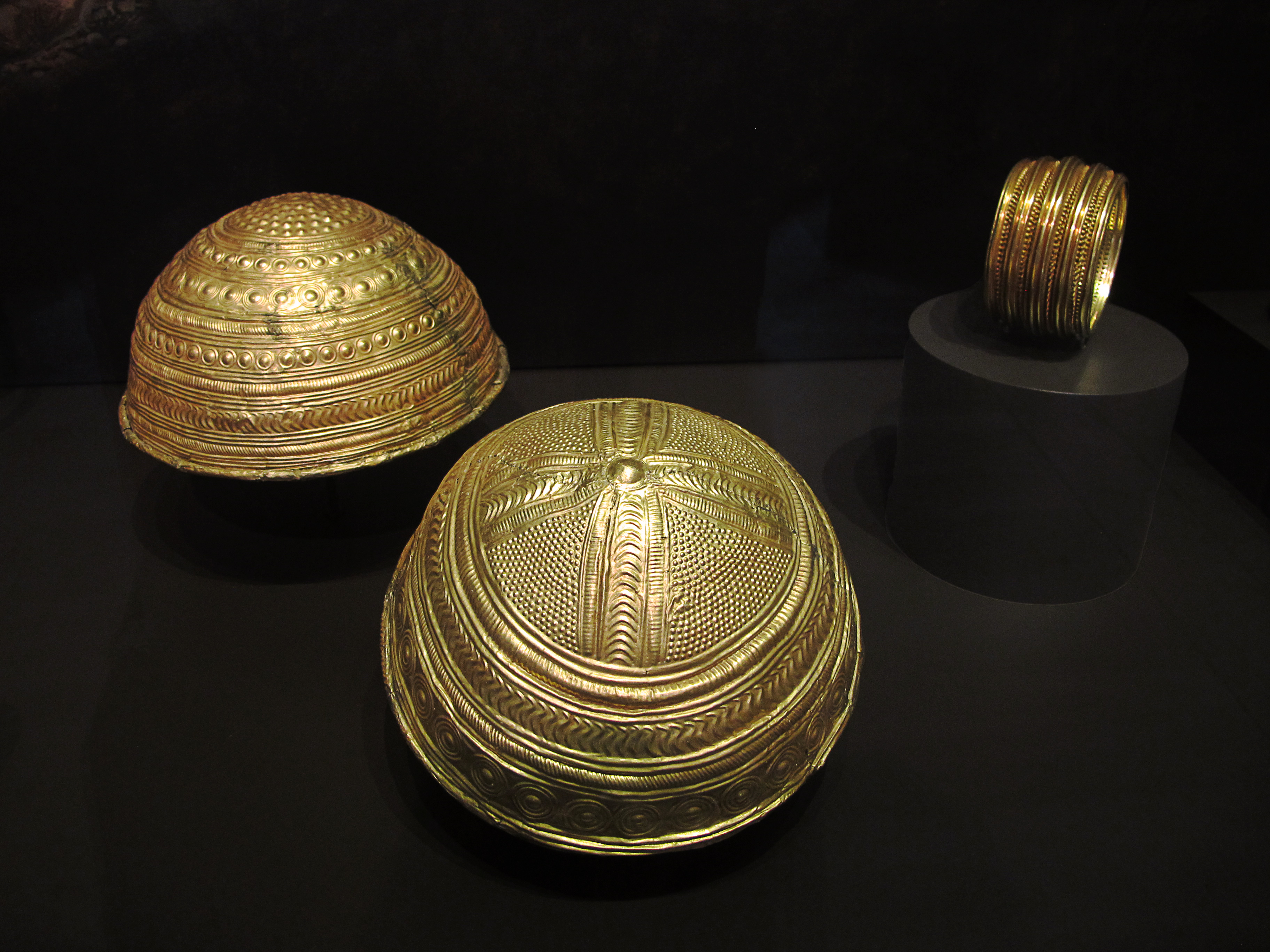
Cuencos de Axtroki. Oro repujado del Bronce final. Hallados en Escoriaza (Guipúzcoa).

Durante el Bronce final comenzó a despuntar en las Islas Baleares la cultura talayótica, que llegaría a su clímax durante la Edad del Hierro. También hacia el final del periodo (1200-1000 a. C.) se extendieron por el área de Cataluña los primeros asentamientos de los campos de urnas.

### Edad del Hierro
La Edad del Hierro transcurrió, aproximadamente, desde el año 1000 a. C. hasta la conquista romana de Hispania, que comenzó en el 218 a. C. Esta sería la última etapa prehistórica en el territorio peninsular, ya que coincide con la fundación de colonias por parte de los pueblos mediterráneos (fenicios, griegos y cartagineses) y la supuesta llegada de otros del norte de Europa (los celtas, aunque recientes estudios de la Universidad de Oxford pretenden que este pueblo podría ser autóctono de la península). Las primeras colonizaciones se limitaron, fundamentalmente, a pequeños asentamientos, escasos y breves, ya que tanto fenicios como griegos dieron mayor importancia a comerciar y asegurarse el control de las riquezas mineras para sus metrópolis que a establecerse de una forma permanente en el territorio peninsular. La consecuencia inmediata de estas aportaciones foráneas fue una considerable influencia cultural sobre los indígenas afectados. En general no existe discontinuidad entre los grupos del Bronce y los del Hierro: los restos arqueológicos nos hacen pensar en una paulatina evolución y solamente las aportaciones tecnológicas y culturales externas provocaron una progresiva diferenciación entre los pueblos mediterráneos y los del interior.
Tradicionalmente, este periodo ha sido definido como Protohistoria de la península ibérica, siguiendo la interpretación clásica de esta: el tiempo en el que no hay fuentes escritas directas (producidas por la propia sociedad protohistórica), sino indirectas (realizadas por otra sociedad que ya estaba en una fase histórica). Para la península ibérica esta fase ocuparía los últimos siglos del II milenio a. C. y la mayor parte del primero. Entre estos textos  indirectos se debería mencionar la Biblia (que tiene algunas enigmáticas menciones que pueden, quizás, localizarse en la península ibérica), documentos en griego como el Periplo massaliota o el Periplo de Piteas y los abundantes documentos de la época romana, en latín o en griego.

Idiomas en la península ibérica alrededor del 300 a. C

Es prácticamente imposible precisar el momento en que apareció la metalurgia del hierro en la península, ya que durante algunos siglos este metal coexistió con el bronce. Es posible que la trajesen los fenicios al establecerse en el sur de la península hacia el año 1000 a. C. o bien los griegos, que fundaron su primera colonia (probablemente Rhodes, actual Rosas, Gerona) en el siglo VIII a. C. Tampoco hay que olvidar que a partir del 900 a. C. se cree que llegaron grupos célticos, que ya conocían este metal y lo utilizaban para fabricar sus espadas, lanzas, escudos o cascos.
La cultura talayótica se desarrolló en este periodo. El nombre deriva de sus características torres defensivas, troncocónicas y construidas con grandes piedras, en torno a las cuales se establecían los poblados. Además, hay otro tipo de monumentos llamados taulas, con forma de altar, pero de tres o cuatro metros de altura, de las que se conservan una treintena en Menorca. El tercer tipo de monumento caracterizado por su vastedad es la naveta, edificio rectangular terminado en ábside y construido con grandes bloques de piedra, que servía como lugar de enterramiento colectivo.
Los pueblos de la denominada área ibérica (sur y este peninsular) fueron los que más intensamente recibieron la influencia de las colonias griegas y púnicas, y son calificados como preindoeuropeos. En la zona suroccidental se produjo incluso el surgimiento (y desaparición) de una entidad política de supuesta dimensión estatal: los Tartessos. Los pueblos de la denominada área indoeuropea (centro, oeste y norte peninsular) estaban más bien vinculados al ámbito cultural centroeuropeo conocido como celta, aunque entre ellos había notables casos de pueblos preindoeuropeos, como los vascones.

### Pueblos prerromanos

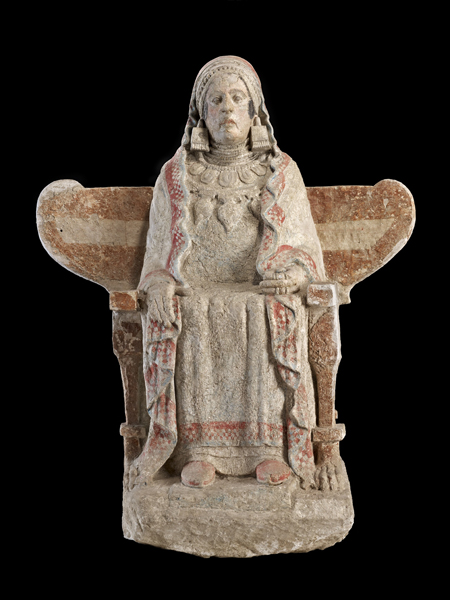
La Dama de Baza,, Museo Arqueológico Nacional de España. En la escultura ibérica aparecen figuras femeninas, de gran tamaño y hechas de piedra, que iban ataviadas según la moda de las damas de la sociedad ibérica. Su finalidad pudo ser funeraria o religiosa.

Desde inicios del siglo V a. C., la península ibérica se dividía en dos zonas culturales. En las costas este y sur se situaban los pueblos ibéricos influidos por el contacto con las colonizaciones púnicas y griegas, y presentaron características comunes. El resto estaba habitado por los pueblos celtas, con rasgos culturales comunes aportados por las migraciones indoeuropeas.
Entre los pueblos ibéricos se encontraban los bastetanos, los edetanos, los layetanos y los turdetanos, entre otros. Estos pueblos presentaban una economía agrícola basada en los cereales, el esparto, el lino, el olivo y la vid. El pueblo ibérico que habitaba el sur explotaba las minas y desarrolló una importante metalurgia, en la que destacaba la fabricación de armas, también denominado como falcata ibérica, y la orfebrería. Elaboraba cerámica y tejidos, y comenzó a acuñar una moneda propia gracias al comercio. Algunos desarrollaron la escritura. Los íberos habitaban en poblados amurallados situados en zonas de fácil defensa y su organización social se basaba en tribus. En relación con el poder económico y militar, existía una jerarquización social, con la presencia de la aristocracia guerrera. El máximo exponente de los pueblos ibéricos fue la Dama de Baza, que muestra influencias griegas y púnicas.
Entre los pueblos celtas se encontraban los carpetanos, los celtíberos, los lusitanos y los vacceos, entre otros. Los pueblos celtas habitaban en la Meseta Central y en la costa atlántica. Tenían una economía rudimentaria y autosuficiente, con un comercio escaso. Los pobladores de la Meseta Central eran ganaderos, y los pobladores de la costa atlántica desarrollaron una agricultura basada en el cultivo de los cereales. Elaboraban cerámica y tejidos, y eran expertos en la metalurgia del hierro y del bronce. Se asentaban en poblados, denominados castros, situados en zonas elevadas. Los poblados estaban compuestos de casas circulares distribuidas desordenadamente. La organización social era tribal, hablaban indoeuropeo y desconocían la escritura.

#### Tartessos
Nada definitivo se sabe aún sobre si Tartessos era una región, ciudad o Estado y donde estaba situado exactamente. Hay unas pocas fuentes indirectas griegas y romanas, así como algunos hallazgos arqueológicos que no guardan apenas relación con los testimonios escritos. Se lo ha buscado por toda la península, pero las hipótesis más razonables indican que su área de influencia estaría entre el sur de Portugal y la desembocadura del río Segura, con su centro de irradiación política y cultural en el bajo Guadalquivir: el área de Doñana para Adolf Schulten y Mesas de Asta para José Chocomeli.
Tenían una economía ganadera y agraria, complementada por el comercio derivado de la explotación minera, tanto de su área de influencia como de otras regiones atlánticas. Utilizaban una escritura semisilábica que se trazaba de derecha a izquierda y está sin descifrar. Se cree que el sistema de gobierno era una monarquía relativamente centralizada de la cual sólo se tiene constancia del nombre de un rey, Argantonio, de finales del siglo VII. Su auge se produjo entre los siglos IX y VII a. C., coincidiendo con la etapa en que los fenicios se asentaron en factorías costeras, cuyo objetivo consistía en la adquisición de metales, que se intercambiaban por manufacturas de lujo con destino a la élite tartésica. Estos contactos influyeron en la sociedad autóctona hasta el punto de modificar los ritos funerarios y, probablemente, acentuaron la estratificación social.
A partir del siglo VI a. C., Tartessos entró en una etapa de decadencia y desapareció abruptamente. Los motivos han sido muy controvertidos: hay quienes creen que fue destruido por los cartagineses como respuesta a la apertura de los mercados tartésicos a los griegos; otros suponen que se produjo algún tipo de catástrofe que fue el origen del mito de la Atlántida; finalmente hay quien argumenta que el agotamiento de las vetas de mineral habría acabado con el comercio colonial fenicio y habría llevado a las culturas nativas de nuevo a una economía exclusivamente agrícola y ganadera.

#### Iberos

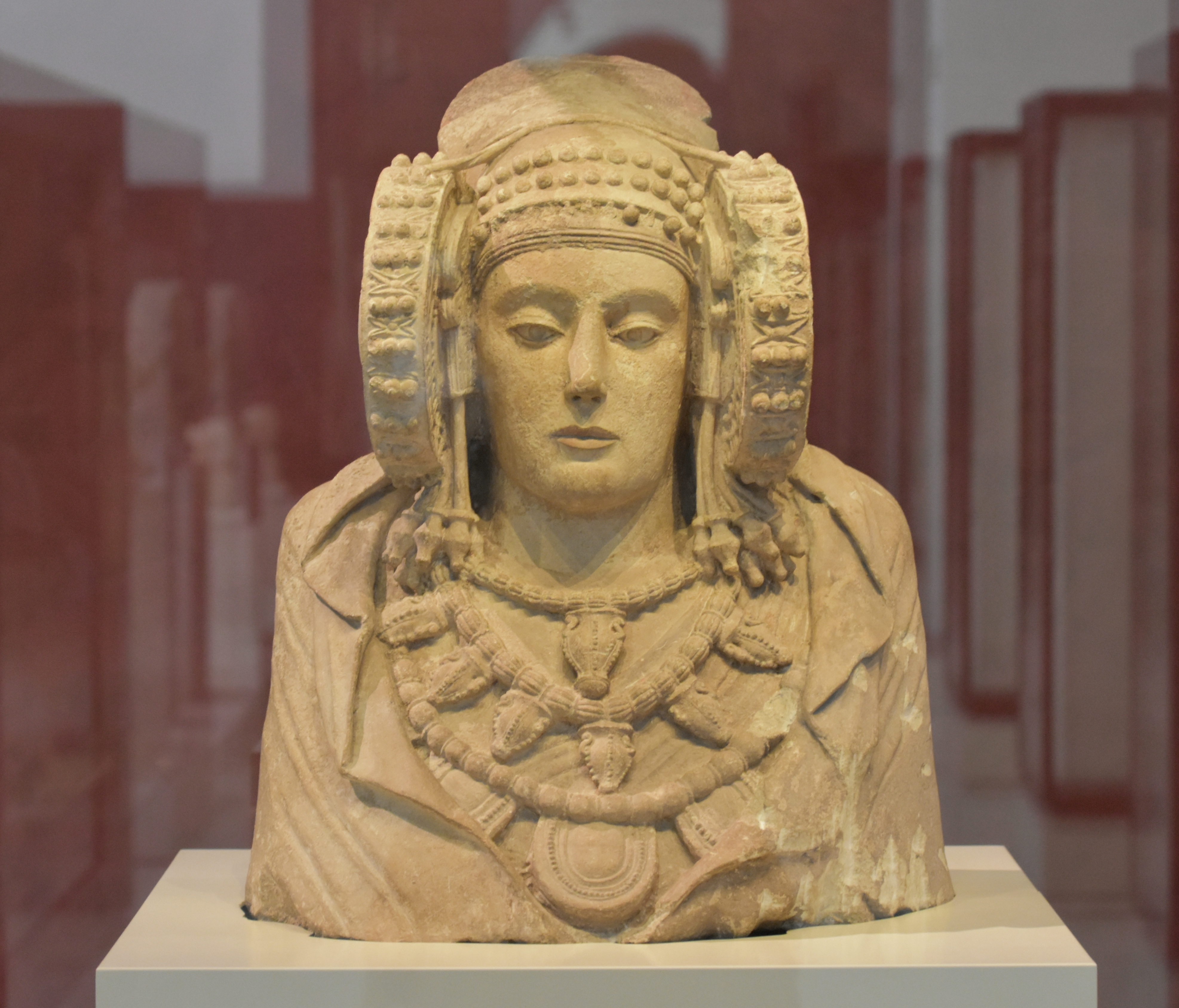
La Dama de Elche (Museo Arqueológico Nacional de Madrid), una de las obras más representativas del arte ibérico. Era una urna funeraria con una cavidad posterior para depositar las cenizas.

Los iberos se extendían por toda el área levantina, desde los Pirineos hasta Gades (Cádiz), con una zona de influencia que abarcaba una importante franja interior, desde el valle del Ebro hasta el valle del Guadalquivir. Fueron un grupo cultural relativamente homogéneo, con influencias de los griegos y cartagineses. Sus rasgos básicos, sin embargo, son la consecuencia de una evolución autóctona de los pueblos del Bronce: poblados fortificados de tamaño variable, desde ciudades a aldeas, situados a menudo en colinas y elevaciones del terreno, que tenían una economía principalmente agrícola y ganadera, aunque se ha de destacar también el intercambio de productos artesanales y minerales con los comerciantes extranjeros.
Entre los siglos V y III a. C. los distintos grupos iberos adquirieron grados de desarrollo social y político diversos. La mayor parte estaban dirigidos por una aristocracia que controlaba la producción agraria e imponía su dominio mediante la fuerza militar: los ajuares funerarios, cargados de armas y de imágenes que enardecían los valores guerreros, así parecen demostrarlo. En ciertos pueblos hubo líderes, que podían estar cercanos a la figura de un rey. La conquista de cartagineses y romanos impidió el desarrollo autóctono y los sometió a todos al dominio externo.
Tenían una lengua propia, aún sin descifrar, ritos religiosos y funerarios característicos y, en determinadas ciudades, un cierto desarrollo de la planificación urbana. De las muestras artísticas que se conservan destacan una serie de esculturas funerarias, entre las que estarían la Dama de Elche, la de Baza y la del cerro de los Santos o la llamada Bicha de Balazote. También se ha de mencionar la célebre falcata ibérica, alabada por los cronistas romanos.

#### Celtas, celtíberos y lusitanos

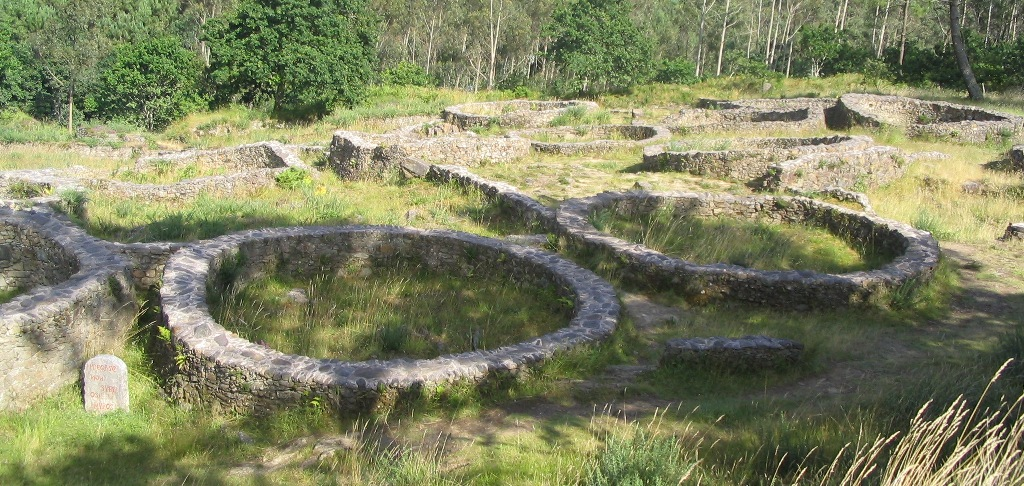
Castro celta en Galicia.

El centro, norte y oeste de la península estuvo poblado por varios pueblos indoeuropeos y preindoeuropeos, como atestigua la toponimia de la región. Los celtas de la península eran, en realidad, un conjunto de varias etnias o pueblos que formaban unidades geopolíticas independientes en el centro y noroeste peninsular y que podían llegar a luchar entre sí. La evidencia lingüística sugiere un posible origen en el centro de Europa. Sus restos arqueológicos son dispares y de difícil interpretación. Eran pueblos con una economía agraria, que se agrupaban en confederaciones de tipo tribal dominadas por grupos aristocráticos. Se establecían en poblados pequeños pero muy bien fortificados, poseían una metalurgia del hierro avanzada y una artesanía textil muy apreciada por los romanos.
Los celtíberos formaban un conjunto heterogéneo de grupos celtas con un mayor contacto cultural con los iberos del Levante. Habitaban en la parte oriental de ambas mesetas cuando se produjo la conquista romana.
Los lusitanos ocupaban el centro del actual Portugal, llegando hasta Extremadura, mientras que los vascones ocupaban Navarra y el País Vasco. A pesar de la apariencia defensiva que presentaban muchos asentamientos de galaicos, astures o cántabros, que personifican la influencia del mundo atlántico del Hierro en la Península, no hay ninguna prueba concluyente que apoye la idea de que hayan sido pueblos organizadamente beligerantes. Las inscripciones lusitanas representan un pequeño enigma lingüístico ya que testimonian una lengua indoeuropea similar al celta pero no derivada directamente del proto-celta, por lo que el origen de su presencia en la península es difícil de dilucidar.